# Stacey Kent
Stacey Kent (ur. 27 marca 1968 w South Orange, New Jersey) – amerykańska wokalistka jazzowa.
Ukończyła komparatystykę literacką na Sarah Lawrence College w Nowym Jorku, po czym zamieszkała w Anglii, gdzie studiowała w Guildhall School of Music and Drama. Poznała wówczas swojego męża, saksofonistę Jima Tomlinsona, którego poślubiła 9 sierpnia 1991 r. Ich współpraca artystyczna jest bardzo owocna, nagrali wspólnie wiele płyt.
Jej pierwszy album, Close Your Eyes ukazał się w 1997 roku. Od tego czasu nagrała wiele płyt, a także pojawiała się gościnnie na płytach Tomlisona – ostatnio na płycie The Lyric (2005), która w roku następnym otrzymała nagrodę BBC Jazz Awards w kategorii: Album of the Year.
Stacey Kent pojawiła się w filmie Richarda Loncraine'a z 1995 roku – Ryszard III, śpiewając jazzową wersję utworu Christophera Marlowe'a The Passionate Shepherd to His Love.

## Dyskografia
- Close Your Eyes (1997)
- The Tender Trap (1998)
- Only Trust Your Heart (1999)

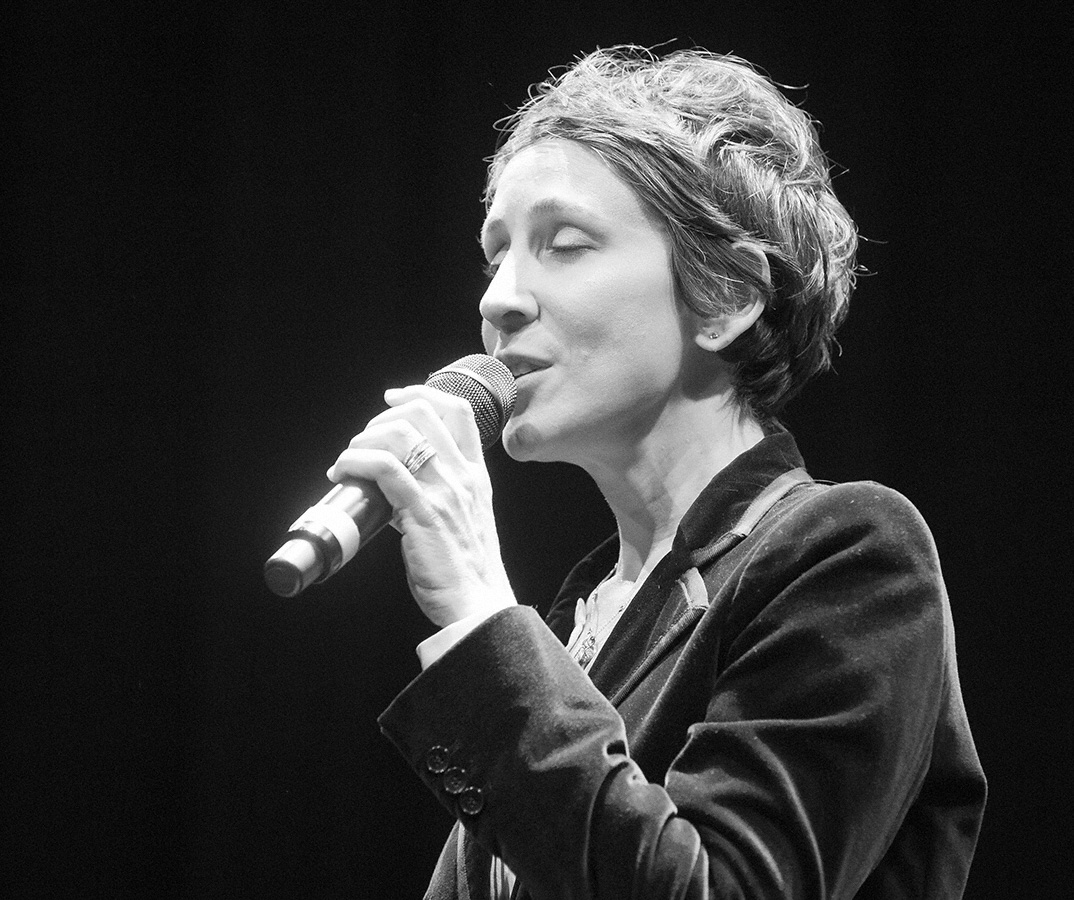
Stacey Kent (2016)

- Let Yourself Go: Celebrating Fred Astaire (2000)
- Dreamsville (2001)
- Brazilian Sketches (2001)
- In Love Again: The Music of Richard Rodgers (2002)
- The Boy Next Door (2003)
- "The Christmas Song" (single – 2003)
- SK Collection (2004)
- The Lyric (2006)
- SK Collection II  (2007)
- Breakfast on the Morning Tram (2007)
- Raconte-Moi (2010)
- Dreamer In Concert (2011)
- The Changing Lights (2013)
- Tenderly (2015)

### Single
- The Ice Hotel – 2007
- What a Wonderful Life – 2008